# Lipowica (województwo podkarpackie)

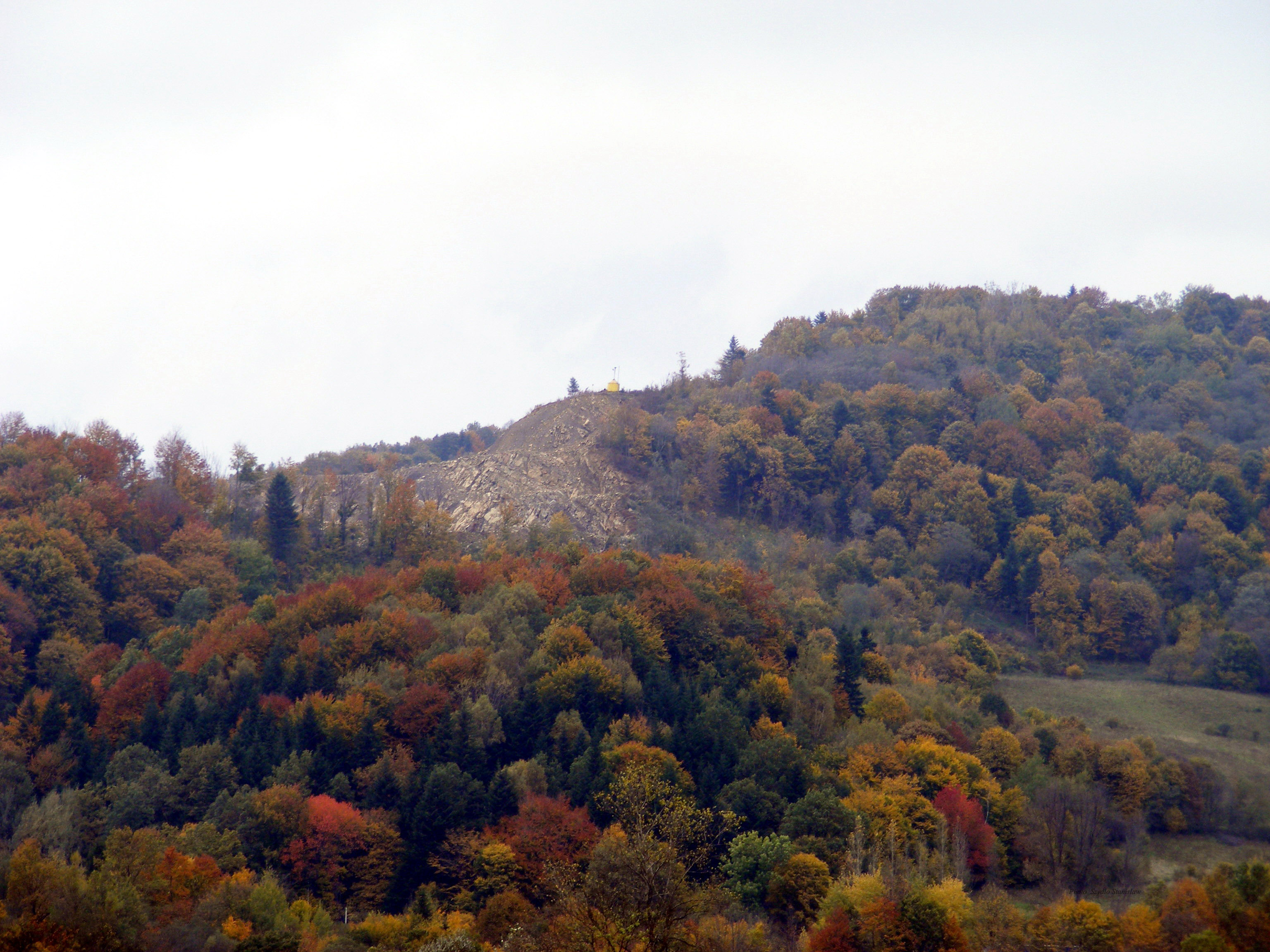
Kamieniołom w pobliżu wsi

Lipowica – wieś w Polsce położona w województwie podkarpackim, w powiecie krośnieńskim, w gminie Dukla. Leży nad rzeką Jasiołką.
W latach 1975–1998 miejscowość administracyjnie należała do województwa krośnieńskiego.

## Części wsi
| SIMC    | Nazwa       | Rodzaj    |
| ------- | ----------- | --------- |
| 0349576 | Baranówka   | część wsi |
| 0349582 | Belcikówka  | część wsi |
| 0349599 | Ciułówka    | część wsi |
| 0349607 | Krężlówka   | część wsi |
| 0349613 | Matusikówka | część wsi |
| 0349620 | Seredówka   | część wsi |

## Geografia
Kilanowska Góra - zalesiony szczyt w Beskidzie Niskim w pobliżu Lipowicy, na południe od Dukli. Należy do pasma Beskidu Dukielskiego.
W granicach wsi, na wschodnich i południowo-wschodnich zboczach Kielanowskiej Góry, w rejonie nieczynnych kamieniołomów, znajduje się jeden z najbardziej efektownych kompleksów osuwisk w strefie fliszu karpackiego w polskich Beskidach. Wśród ścian skalnych i rozpadlin na ich terenie kryją się liczne jaskinie. Zinwentaryzowano ich dotąd 69, największe wśród nich to: Jaskinia Słowiańska-Drwali (601 m długości i 24 m głębokości), Lodowa Szczelina (200 m długości), Gangusiowa Jama (190 m długości) oraz Szczelina Lipowicka (105 m długości).

## Historia
Najstarszy zapis o Lipowicy pochodzi z 1373 roku.Po raz pierwszy wieś wymieniana jest w dokumencie wydanym w dniu 17 sierpnia 1366 roku przez Kazimierza Wielkiego. Wystawiony we Włodzimierzu dokument zatwierdzał podział majątku kanclerza Janusza (Suchywilka) i darowanie części majątku swym bratankom. Dobrami Kanclerza podzielili się Janusz, Piotr i Mikołaj - synowie Jakuba Cztana z Kobylan. Przez pewien czas władali nią Cikowscy, a w XVI w. Oktawian Gucci a potem władali tu właściciele Dukli.
To w okolicy Lipowicy przebywał św. Jan z Dukli w pierwszym okresie życia pustelniczego.
W Lipowicy po roku 1772 ukrywali się konfederaci barscy.
W czasie I i II wojny światowej front tędy przechodził b. szybko nie powodując zniszczeń.